# Gò Đậustadion
Het Gò Đậustadion (Vietnamees: Sân vận động Gò Ðậu) is een multifunctioneel stadion in Thủ Dầu Một, een stad in Vietnam. 
Het stadion wordt vooral gebruikt voor voetbalwedstrijden, de voetbalclub Bình Dương FC maakt gebruik van dit stadion. In het stadion is plaats voor 20.250 of 18.250 toeschouwers. 